# Rejon chodorowski
Rejon chodorowski (ukr. Ходорівський район) – dawna jednostka podziału administracyjnego Ukraińskiej Socjalistycznej Republiki Radzieckiej w Związku Socjalistycznych Republik Radzieckich w latach 1940–1941 i 1944–1962. Należał do obwodu drohobyckiego do 1959 roku, a po jego zniesieniu do obwodu lwowskiego. Siedziba władz rejonu znajdowała się w Chodorowie.
Rejon chodorowski został utworzony 17 stycznia 1940 na podstawie dekretu Prezydium Rady Najwyższej USRR o podziale na rejony zachodnich obwodów USRR, kiedy to w obwodzie drohobyckim utworzono 30 rejonów, między innymi chodorowski. Rejon objął miasto Chodorów i obszary zniesionych gmin Bortniki, Brzozdowce i Chodorów, należące przed wojną do powiatu bóbreckiego w województwie lwowskim. 
Rejon chodorowski przestał istnieć wraz z wybuchem wojny niemiecko-radzieckiej 22 czerwca 1941. Jego tereny weszły w skład Landkreis Stryj dystryktu galicyjskiego Generalnego Gubernatorstwa.
Rejon został odtworzony 31 lipca 1944, po zajęciu tych terenów przez Armię Czerwoną.
21 stycznia 1959 do rejonu chodorowskiego włączono obszar zniesionego rejonu nowostrzeliskiego.
21 maja 1959, w wyniku zniesienia obwodu drohobyckiego, rejon chodorowski włączono do obwodu lwowskiego.
Ostatecznie rejon chodorowski zniesiono 30 czerwca 1962, włączając jego obszar do rejonu żydaczowskiego.